# زهرة السلحفاة المرطاء
زهرة السلحفاة المرطاء أو خِلْيُون أمرط أو عشبة الخيلون (الاسم العلمي: Chelone glabra)  نوع من زهرة السلحفاء يعلو إلى 130 سنتيمتر (51 بوصة). أوراقه قصيرة العنق مستطيلة النصل المالس البشرة. الزاهي الخضار. أزهاره سنبلية التجميع كثيفة لونها إلى الأبيض يعلوه مواج وردي. ازهراره يستمر من آب إلىتشرين الأول.